# タイガー・コンウェイ・ジュニア
タイガー・コンウェイ・ジュニア（Tiger Conway Jr. 、本名：Plasee Dennis Conway Jr. 、1953年5月18日 - ）は、アメリカ合衆国の元プロレスラー。テキサス州ヒューストン出身のアフリカ系アメリカ人。
地元のテキサスをはじめとするNWAの南部テリトリーを主戦場に、アフロヘアーの黒人ベビーフェイスとして人気を集めた。"Texas Negro champion" として1960年代に活躍したタイガー・コンウェイ・シニアの息子である。

## 来歴
アメリカンフットボールで活動後、父タイガー・コンウェイ・シニアのトレーニングを受けて1971年にデビューするが、体が小さかったため、当初はレフェリーをしていたともされる。テキサスを皮切りに、ジョージア地区やセントラル・ステーツ地区などを転戦してキャリアを重ねる。ジョージアでは覆面レスラーとなり、アール・メイナードとブラック・クルセーダーズ（The Black Crusaders）なる黒人覆面タッグチームを結成、テリー・ガービン&ロニー・ガービンのガービン・ブラザーズと抗争した。
1974年5月よりミッドアトランティック地区に進出。フェイスターンしていたスウェード・ハンセンのパートナーに起用され、それまでハンセンとタッグを組んでいたリップ・ホークと、ホークの「甥」として売り出し中だったリック・フレアーとのタッグ抗争を展開した。童顔でアイドル的な人気を得ていたことから、フレアーは自著において「コンウェイの人気にあやかれることを期待していた」などと当時を述懐している。同年12月6日にはポール・ジョーンズと組み、フレアー&ブルート・バーナードを破ってNWAミッドアトランティック・タッグ王座を獲得。同王座は1977年4月10日にも、ディノ・ブラボーをパートナーにジェリー・ブラウン&バディ・ロバーツのハリウッド・ブロンズから獲得したが、6月30日にフレアー&グレッグ・バレンタインに奪取されている。
1977年末よりテキサスに戻り、フリッツ・フォン・エリックが主宰していたダラスのNWAビッグタイム・レスリング（後のWCCW）に参戦。1978年12月17日、当時ベビーフェイスのポジションにいたブル・ラモスとの異色コンビで、マーク・ルーイン&キラー・カール・クラップを下してNWAテキサス・タッグ王座を獲得。その後も同王座には、1979年にデビッド・フォン・エリック、1980年にケリー・フォン・エリックと組んで戴冠している。ホセ・ロザリオともタッグを組み、ジノ・ヘルナンデス&エル・グラン・マルクスやミスター・ヒト&ミスター・サクラダなどのチームとNWAアメリカン・タッグ王座を争った。
1981年からはサンアントニオを本拠地とするサウスウエスト・チャンピオンシップ・レスリングで活動。ワフー・マクダニエル、マニー・フェルナンデス、スコット・ケーシー、そして同地区ではベビーフェイスとして活躍していたボビー・ダンカンやブルーザー・ブロディとも共闘し、タンク・パットン、タリー・ブランチャード、バック・ロブレイ、キラー・ブルックス、ボビー・ジャガーズ、ミスター・ポーゴなどと対戦。パットンとはブラスナックル王座を巡る抗争劇を繰り広げた。
ホームタウンのヒューストンに進出していたビル・ワットのMSWAにも参戦して、1983年3月12日にミスター・レスリング2号と組んでテッド・デビアス&マット・ボーンからミッドサウス・タッグ王座を奪取。1984年と1985年にはWWFのテキサスでの興行にも出場、プレイボーイ・バディ・ローズやムーンドッグ・スポットから勝利を収めている。1986年はサウスウエスト・チャンピオンシップ・レスリングの後継団体であるテキサス・オールスター・レスリングにて、アイスマン・キング・パーソンズとの黒人コンビで活躍した。
1987年、古巣のミッドアトランティック地区にてシャスカ・ワトレーをパートナーに、サミー・デイヴィス・ジュニアなど往年の黒人エンターテイナーをイメージしたタッグチーム、ジャイブ・トーンズ（The Jive Tones）を結成。ベビーフェイス的なギミックでありながらヒールのポジションで活動し、ブラッド・アームストロング&ティム・ホーナーのライトニング・エクスプレスと抗争。ジミー・バリアント&バグジー・マグローやファビュラス・フリーバーズ（マイケル・ヘイズ&ジミー・ガービン）、ロード・ウォリアーズとも対戦した。
1989年8月にはワトレーとのジャイブ・トーンズとして全日本プロレスの『サマー・アクション・シリーズII』に初来日。陽気なパフォーマンスと多彩な連携プレイで人気を集め、シリーズの外国人エース格だったアブドーラ・ザ・ブッチャーともトリオを組み、ジャイアント馬場、ラッシャー木村、ザ・グレート・カブキ組や天龍同盟との6人タッグマッチも行われた。
ジャイブ・トーンズ解散後、旧友デビアスの招きでWWFへのレギュラー参戦も計画されていたが実現には到らず、1990年代初頭はテキサスのインディー団体に単発出場していた。引退後は故郷のヒューストンにて外構施工会社を経営している。

## 得意技
- ダイビング・クロス・ボディ
- ダイビング・ヘッドバット
- ドロップキック
- エルボー・ドロップ

## 獲得タイトル
ミッドアトランティック・チャンピオンシップ・レスリング
- NWAミッドアトランティック・タッグ王座：2回（w / ポール・ジョーンズ、ディノ・ブラボー）[9]

NWAビッグタイム・レスリング
- NWAテキサス・タッグ王座：3回（w / ブル・ラモス、デビッド・フォン・エリック、ケリー・フォン・エリック）
- NWAアメリカン・タッグ王座：3回（w / ホセ・ロザリオ）[11]

サウスウエスト・チャンピオンシップ・レスリング
- SCWテキサス・ブラスナックル王座：2回[14]

ミッドサウス・レスリング・アソシエーション
- ミッドサウス・タッグ王座：1回（w / ミスター・レスリング2号）[15]

テキサス・オールスター・レスリング
- USAタッグ王座：2回（w / アイスマン・キング・パーソンズ）[18]